# Maria Krzymuska
Maria Krzymuska, ps. „Marcin Oksza” (ur. 1850, zm. 12 grudnia 1901 w Warszawie) – polska krytyczka literacka.

## Życiorys
Była córką Julii i Ignacego Orzechowskich, ziemian z Kielecczyzny. Wykształcenie zdobyła w Instytucie Maryjskim w Warszawie oraz na pensji Paszkiewiczowej. 
Po ślubie ze Stanisławem Krzymuskim zamieszkała w jego majątku w Budzisław Kościelny. Wyjeżdżała do Warszawy i Krakowa, gdzie poznała m.in. Stanisława Wyspiańskiego. Współpracowała z czasopismami: „Biblioteka Warszawska” (od 1896), „Ateneum” (od 1898), „Tygodnik Ilustrowany” (od 1899). Publikowała tam prace krytycznoliterackie o twórczości Stanisława Wyspiańskiego, Stanisława Przybyszewskiego, Władysława Reymonta. Około 1899 przebywała w Paryżu.
Pochowana na cmentarzu Powązkowskim (kwatera 267-6-1/2).

## Życie prywatne
Była matką Marii Krzymuskiej-Iwanowskiej i Julii Kisielewskiej, również pisarek. 

## Twórczość
- Studia literackie. Warszawa 1903